# Le Sang de la vigne
Le Sang de la vigne est une série télévisée policière franco-belge produite par Télécip, BE-Films et la RTBF (télévision belge) à partir de 2011. Les épisodes sont diffusés en avant-première sur la RTBF (télévision belge).
La série est l'adaptation des livres de Jean-Pierre Alaux et Noël Balen dans la collection éponyme, tous publiés chez Fayard.
Elle est diffusée à partir du 12 février 2011 au sur France 3 jusqu'à la diffusion du 22e épisode le 21 janvier 2017. Elle fut ensuite rediffusée sur RMC Story et l'est actuellement sur 13e rue et C8.

## Synopsis
Cette série met en scène les investigations menées par l'éminent œnologue français Benjamin Lebel, sa compagne France Pelletier et ses assistants Mathilde et Silvère, à la suite de meurtres commis dans le milieu viticole.

## Fiche technique
- Scénario et dialogues : Jean-Pierre Alaux et Noël Balen Jacques Lebrima et Christiane Lebrima
- musique : Stéphane Zidi, Laurent Sauvagnac, Jean-Marie Sénia
- Durée : 90 min
- Pays :  France,  Belgique
- Sociétés de production : Télécip, Be-Films, RTBF[4],[5],[6],[7]
- Genre : Policier
- Année de production : depuis 2011

## Distribution générale
- Pierre Arditi : Benjamin Lebel
- Claire Nebout : France Pelletier, œnologue, puis compagne de Benjamin
- Catherine Demaiffe : Mathilde Delaunay, assistante de Lebel, puis, à partir de la saison 7, associée de Lebel
- Yoann Denaive : Silvère Dugain, assistant de Lebel (à partir de la saison 2)
- Vincent Winterhalter : commandant Barbaroux
- Aladin Reibel : Edgar Loewen, gestionnaire de patrimoine, client de Benjamin Lebel
- Philippe Beglia : Claude Nithard, l'éditeur de Benjamin Lebel

## Saison 1 (2011)

### Épisode 1:Les Larmes de Pasquin
- Diffusé le 12 février 2011
- Réalisation : Marc Rivière
- Musique : Laurent Sauvagnac et Stéphane Zidi
- Adapté de : Saint Pétrus et le saigneur, également publié en livre de poche.
- Audience : 3 541 000 téléspectateurs[8]
- Résumé : Alors que Benjamin Lebel prépare son nouveau guide à Bordeaux, le commandant Barbaroux vient interrompre son travail. La veille, le corps sans vie d'un octogénaire a été découvert avec une mise en scène insolite. À côté du cadavre ont été posés un verre rempli de vin et onze autres verres vides. Le commandant demande à Benjamin de lui préciser le terroir et le millésime de ce vin.
- Distribution
  - Alexandre Hamidi : Virgile, assistant de Benjamin Lebel
  - Rufus : Dominique Jouvenaze
  - Jean Benguigui : Alain Massip
  - Frédéric Quiring : Eric Massip
  - Philippe Caulier : Alfred, le caviste
  - Laurence Masliah : la naturopathe
  - Valérie Ancel : Fernande
- Lieux de tournage
  - département de la Gironde : Bordeaux, Bègles, Le Bouscat, Libourne, Daignac, Grézillac, Bazas.

## Saison 2 (2011-2012)

### Épisode 2:Le Dernier coup de Jarnac
- Diffusé le 10 décembre 2011
- Réalisation : Marc Rivière
- Production : Lissa Pillu
- Scénario et dialogues : Jacques et Christiane Lebrima
- Musique : Laurent Sauvagnac et Stéphane Zidi
- Audience : 3,2 millions
- Résumé : Pierre-François, Baptiste et Garance Aludel sont copropriétaires des Cognacs Aludel, une maison de spiritueux située à Jarnac. L'aîné, Pierre-François, se désintéresse de la société et vend ses parts à une firme japonaise. Cette dernière engage Benjamin Lebel pour effectuer un audit des comptes et vérifier l'état des stocks de la société. L'accueil au château est contrasté : si Baptiste, un génie de l'alambic, est accueillant, Garance, qui est la patronne bien que la cadette, refuse à Lebel l'accès aux comptes et au stock avant d'avoir réuni le conseil d'administration.
Dans les rues de Jarnac, Lebel aperçoit un café, la « Rose de Soho », dont la devanture est ornée d'un tableau qu'il avait peint il y a des années, un portrait de Shirley, un amour de jeunesse...
Le lendemain, le cadavre de Baptiste est retrouvé dans la rivière.
- Distribution
  - Marisa Berenson : Shirley
  - Pierre Boulanger : Jonas
  - Delphine Rich : Garance Aludel
  - Nicolas Vaude : Baptiste Aludel
  - Nicolas Moreau : Pierre-François Aludel
  - Juliet Lemonnier : Amélie Aludel
  - Raphaël Lenglet : Gautier Forget
  - Santha Leng : Hiroshi Tanaka
- Lieux de tournage
  - département de la Charente : Angoulême, Jarnac, Bourg-Charente, Châteauneuf-sur-Charente, Boutiers-Saint-Trojan, Châteaubernard, Saint-Même-les-Carrières, Angeac-Champagne, Segonzac.

### Épisode 3:La Robe de Margaux
- Diffusé le 28 janvier 2012
- Réalisation : Marc Rivière
- Production : Lissa Pillu
- Scénario et dialogues : Jacques Lebrima et Daniel Tonachella
- Musique : Stéphane Zidi et Laurent Sauvagnac
- Adapté de : Sous la Robe de Margaux
- Audience : 3,7 millions
- Résumé : En route vers Bordeaux, Benjamin Lebel aperçoit par hasard sa fille Margaux, qu'il croit à New York, en compagnie de son amoureux dans une voiture décapotable. Lebel apprend de son assistante Mathilde, amie d'enfance de Margaux, que l'homme à la décapotable est Antoine Rinetti, nouveau directeur du Château Barfleur, et que Margaux est engagée au Château. Silvère lui apprend que le Château Barfleur a été racheté après la mort de son propriétaire Edmond Gayraux par un fonds d'investissement suisse, que la nouvelle direction a viré le maître de chai Jean Montcailloux et que celui-ci s'est suicidé peu après.
Lebel s'invite au château et fait la connaissance du nouveau propriétaire, l'inquiétant Valéry Tchernakov, un homme d'affaires suisse d'origine russe.
Le lendemain, Margaux et Antoine ont un accident de voiture : Margaux n'est que légèrement blessée mais Antoine est sévèrement brûlé. L'enquête de police, menée par le commandant Barbaroux, révèle que les freins de la voiture ont été sabotés...
- Distribution
  - Rachel Arditi : Margaux Lebel
  - Alexandre Varga : Antoine Rinetti
  - Féodor Atkine : Valéry Tchernakov
  - Lionnel Astier : Séverin
  - Arnaud Ducret : Cazeviel
  - Satya Dusaugey : Hervé Montcailloux
  - Marc Bertolini : Jean Montcailloux
  - Igor Skreblin : Youri
- Lieux de tournage
  - département de la Gironde : Bordeaux, Lignan-de-Bordeaux, Saint-Étienne-de-Lisse, Saint-Christophe-des-Bardes, Montagne, Saint-Caprais-de-Bordeaux, Saint-Genès-de-Castillon, Lanton, aéroport de Bordeaux-Mérignac.
  - département du Puy-de-Dôme : Clermont-Ferrand (muséum Henri-Lecoq).

### Épisode 4: Mission à Pessac
- Diffusé le 4 février 2012
- Réalisation : Aruna Villiers
- Production : Lissa Pillu
- Scénario et dialogues : Jacques Lebrima et Daniel Tonachella
- Musique : Laurent Sauvagnac et Stéphane Zidi
- Adapté de : Mission à Haut-Brion
- Audience : 3,5 millions
- Résumé : Propriétaire avec son épouse Jeanne du Château Erlange à Pessac dans le vignoble des Graves, Denis Laville est un ami et ancien assistant de Benjamin Lebel. Un matin, il est agressé dans ses chais et constate ensuite que son vin a tourné en une nuit. Jeanne va voir Benjamin pour lui demander son aide. L'œnologue diagnostique la présence de Brettanomyces, une levure qui donne au vin une odeur de phénols, et fait venir Mathilde, spécialiste du pH, des contaminations et des levures, ainsi que Silvère, pour identifier l'origine de la contamination. Mais Denis Laville est convaincu que son vin a été empoisonné pour l'obliger à vendre le château : il suspecte Madame Newman, la propriétaire du château voisin, qui avait dû vendre Erlange en 1957 au père de Jeanne à la suite de difficultés financières. Benjamin va voir Madame Newman, pour qui il a travaillé dans le passé et qui l'a viré.
- Distribution
  - Alexandra London : Jeanne Laville
  - Frédéric Gorny : Denis Laville
  - Didier Sauvegrain : Ferdinand Ténotier
  - Anne Serra : Blandine
  - Judith Magre : Mme Newman
  - Daniel-Jean Cassagne : Valoir
  - Jean-Yves Chatelais : Francis Morin
- Lieux de tournage
  - département de la Gironde : Bordeaux, Bouliac, Villeneuve.

## Saison 3 (2012-2013)

### Épisode 5: Noces d'or à Sauternes
- Diffusé le 1er décembre 2012
- Réalisation : Aruna Villiers
- Production : Lissa Pillu
- Scénario : Jacques et Christiane Lebrima
- Dialogues : Christiane Lebrima
- Musique : Jean-Marie Sénia
- Adapté de : Noces d'or à Yquem
- Audience : 3 millions
- Résumé : Lors d'une séance de dédicace pour son livre, Benjamin Lebel est sollicité par Jean et Léonie Lacombe, un couple de sexagénaires qui lui demandent d'expertiser leur cave. Celle-ci contient des bouteilles de Sauternes d'une grande valeur : quarante millésimes différents de Château Paralia. Silvère se rend chez les Lacombe le soir même mais trouve porte close. Le lendemain, lorsqu'il revient avec Mathilde, il trouve le couple assassiné et les bouteilles de vin ont disparu. Interrogé par la police, Silvère omet de mentionner sa visite infructueuse de la veille, mais un témoin l'a vu...
- Distribution :
  - Suzanne Aubert : Léa Lacombe[9]
  - Dominique Pinon : Milou Savin
  - Thierry Nenez : Macarie

### Épisode 6: Les Veuves soyeuses
- Diffusé le 9 mars 2013
- Réalisation : Régis Musset
- Musique : Jean-Marie Sénia
- Production : Lissa Pillu
- Adapté de : Les Veuves soyeuses
- Audience : 3,3 millions
- Résumé : À Aÿ, en Champagne, la famille de Vonnelle est frappée par plusieurs décès successifs : le fils Arthur meurt des suites d'une chute de cheval et Paul, son père, meurt d'une crise cardiaque. Alice de Vonnelle, veuve de Paul et mère d'Arthur, hérite du domaine et souhaite créer un grand cru en hommage à son fils. Elle consulte de ce fait Benjamin Lebel. Après quelques hésitations, Benjamin accepte et se rend en Champagne en compagnie de son assistant Silvère. Il ne tarde pas à découvrir les tensions qui existent en Alice de Vonnelle et sa belle-fille Marianne, veuve d'Arthur. La découverte fortuite, dans la poche d'un veston, d'un testament qui partage les parcelles du domaine entre Alice et Marianne aggrave encore la situation, qui se dégrade complètement lorsque des lettres anonymes adressées aux deux veuves et à la police dénoncent la mort de Paul de Vonnelle comme étant un assassinat.
- Distribution
  - Évelyne Bouix : Alice de Vonnelle
  - Salomé Stévenin : Marianne de Vonnelle
  - Pierre-Arnaud Juin : Aymeric Montet
  - Jean-Michel Fête : François Norbert
  - Michel Cassagne : Edouard d’Ortef
  - Jérémie Covillault : capitaine Thomas Guillaume
  - Michel Pampilli : Paulo
  - Frédéric Longbois : Hans Lucas
  - Hervé Masquelier : Paul de Vonnelle
- Lieux de tournage
  - département de la Marne : Aÿ, Épernay, Chavot-Courcourt, Hautvillers, Tinqueux.

### Épisode 7: Boire et déboires en Val de Loire
- Diffusé le 16 mars 2013
- Réalisation : Marc Rivière
- Production : Lissa Pillu
- Scénario : Jacques Lebrima et Christiane Lebrima
- Musique : Jean-Marie Sénia
- Adapté de : Boire et déboires en Val de Loire
- Audience : 2,8 millions
- Résumé : Léo Delhomme, un acteur très célèbre, vit retiré dans son château, détruit par la mort violente de sa femme Fanny et par les soupçons qui pèsent sur lui. Ayant décidé d'offrir une partie de sa cave à une vente caritative organisée pour aider la recherche contre les maladies orphelines, il sollicite Benjamin Lebel et son assistante Mathilde pour sélectionner les bouteilles. À son hôtel, Benjamin retrouve un ancien ami journaliste, Marco Ferri, qui enquête sur la mort de la femme de Delhomme. Durant la nuit, Marco Ferri est assassiné au bord de la piscine de l'hôtel. Benjamin commence son enquête mais les suspects sont nombreux au domaine de Gersande : Léo Delhomme, sa maîtresse Victoire, sa sœur Émilia, son agent Alain Boileau...
- Distribution :
  - Christian Vadim : Léo Delhomme
  - Ingrid Mareski : Fanny Delhomme
  - Marc Duret : Marco Ferri
  - Beatrice Rosen : Victoire
  - Sophie Mounicot : Emilia
  - Christophe Laubion : Alain Boileau
  - Yvon Martin : Fred, le maître de chai

- Lieux de tournage :
  - département d' Indre-et-Loire : Bourgueil, Cheillé, Azay-le-Rideau.

### Épisode 8: Question d'eau de vie… ou de mort
- Diffusé le 6 avril 2013
- Réalisation : Aruna Villiers
- Musique : Jean-Marie Sénia
- Adapté de : Question d'eau de vie… ou de mort
- Audience : 3,2 millions
- Résumé : Le domaine du baron de Castayrac est ravagé par un incendie, dans lequel décède le maître de chai, un ancien activiste basque. Benjamin Lebel est chargé de l'expertise des dégâts matériels mais il ne tarde pas à découvrir la rivalité qui oppose les deux fils du baron, Olivier et Alban.
- Distribution :
  - Patrick Bouchitey : Baron de Castayrac
  - Théo Costa-Marini : Olivier de Castayrac
  - Jean-Baptiste Martin : Alban de Castayrac
  - Émilie de Preissac : Lucie de Castayrac-Nadaillac (femme d'Alban)
  - Jacques Frantz : Philippe Nadaillac
  - Pasquale D'Inca : René Herman
  - Hélène de Saint-Père : Evelyne Cantarel
  - Philippe Uchan : Commandant Lazare
  - Sean Guégan : Joachim

- Lieux de tournage :
  - département du Gers :
  - département de la  Gironde : château de Vayres.

## Saison 4 (2014)

### Épisode 9: Du raffut à Saint-Vivant
- Diffusé le 11 janvier 2014
- Réalisation : Aruna Villiers
- Musique : Jean-Marie Sénia
- Scénariste : Christiane Lebrima
- Adapté de : Flagrant délit à la Romanée-Conti
- Audience : 3,67 millions[10]
- Résumé : Le corps d'une jeune femme est retrouvé dans les vignes du domaine d'Ubayre à Beaune que Benjamin est venu expertiser. Chloé était employée comme travailleuse saisonnière au domaine mais la police découvre qu'elle était impliquée dans des vols de bouteilles de grand cru dans plusieurs régions de France.
- Distribution
  - Stéphane De Groodt : commandant Cluzel
  - Julie Ferrier : Sybille
  - Carlo Brandt : Jean-Guillaume Ubayre
  - Nathalie Blanc : Gaby
  - Mathias Maréchal : William Ubayre
  - Murielle Huet des Aunay : Chloé
  - Adrien Saint-Joré : Eric Lafaille
  - Chantal Joblon : Mme Max
  - Jacques Chambon : René Gousset
- Lieux de tournage
  - département de la Côte-d'Or : Beaune (dont les hospices civils), Aloxe-Corton, Volnay, Saint-Romain.
  - département du Jura : Petit-Noir.

### Épisode 10: Vengeances tardives en Alsace
- Diffusé le 18 janvier 2014
- Réalisation : Marc Rivière
- Production : Lissa Pillu
- Musique : Jean-Marie Sénia
- Scénariste : Jacques Lebrima et Nils-Antoine Sambuc
- Adapté de : Vengeances tardives en Alsace
- Audience : 3,69 millions[11]
- Résumé : La journaliste Odile Six est tuée sur un terrain de golf en Alsace, heurtée à la tête par une balle de golf avec une extrême violence. Le lieutenant Isabelle Bory de la gendarmerie de Strasbourg contacte Benjamin Lebel car elle a trouvé sur le téléphone de la victime la trace d'un appel à Lebel. La journaliste voulait lui demander des renseignements dans le cadre d'un article qu'elle préparait sur Edgar Loewen, un client de Lebel. Ce dernier n'avait pas accédé à la demande de la journaliste car il ne donne jamais aucune information sur ses clients. Lebel se rend en Alsace avec Silvère pour élucider ce meurtre. Il se rend chez Loewen, un gestionnaire de patrimoine franco-luxembourgeois qui lui avait demandé trois ans auparavant d'expertiser le domaine viticole Zumbach, avant de s'en porter acquéreur et de racheter dans la foulée d'autres terres dans la région. Loewen est en plein conflit avec le propriétaire voisin, Vincent Kreutzler, qui fait du bio et ne traite pas ses vignes. Loewen le tient pour responsable des parasites qui envahissent ses vignes. Lebel se heurte d'entrée de jeu tant à l'hostilité de Thomas Barrateau, l'œnologue-conseil de Loewen, qu'à celle d'Elsa, fille de Kreutzler et amie d'Odile Six. Barrateau se vante auprès de Silvère de connaître l'identité du meurtrier mais il est assassiné à son tour avant d'avoir pu parler. C'est ensuite le tour d'Hugo Basler, l'ami d'Elsa Kreutzler.
- Distribution
  - Anne Caillon : lieutenant Isabelle Bory
  - Erick Deshors : Thomas Barrateau
  - Yves Ferry : Vincent Kreutzler
  - Herrade Von Meier : Elsa Kreutzler
  - Aladin Reibel : Edgar Loewen
  - Arnaud Binard : Hugo Basler
  - Caroline Furioli : Odile Six
  - David Salles : adjudant Mercier
- Lieux de tournage
  - département du Bas-Rhin : Strasbourg (dont le palais Rohan), Nothalten, Itterswiller.

### Épisode 11: Cauchemar en Côte-de-Nuits[12]
- Diffusé le 25 janvier 2014
- Réalisation : Aruna Villiers
- Production : Lissa Pillu
- Musique : Jean-Marie Sénia
- Scénariste : Christiane Lebrima et Didier Vinson
- Directeur d'écriture : Jacques Lebrima
- Adapté de : Cauchemar dans les Côtes-de-Nuits
- Audience : 3,49 millions[13]
- Résumé : Benjamin Lebel occupe la place d'invité d'honneur à une séance de dégustation du Clos Vougeot 2011 lorsque surgit soudain Bernard Aristide, le plus gros négociant de la région, qui revendique sa place. Quelques minutes après le début de la dégustation, Aristide s'écroule, empoisonné à la ricine. En un premier temps, tout porte à croire que c'est Benjamin qui était visé mais il apparaît rapidement que Bernard Aristide, séducteur patenté aux frasques nombreuses, avait eu des mots avec les frères Montclar lors de la dernière réunion du syndicat viticole. Silvère aperçoit des tourteaux de ricin dans la remise des Montclar, ce qui amène Silvère et son patron à les suspecter, d'autant plus qu'ils semblent être violents et en vouloir à Aristide. Mais, peu de temps après, c'est au tour des frères Montclar d'être assassinés, suivis de peu par Adèle Granjeon, une viticultrice qui les avait payés des années auparavant pour infester la parcelle de sa nièce Murielle, afin de racheter cette parcelle à vil prix. Or Murielle Granjeon avait été séduite par Bernard Aristide, il y a vingt ans...
- Distribution
  - Éric Laugérias : Roger Vincenot
  - Sophie Broustal : Viviane Aristide
  - Lucile Krier : Aurélie
  - Marc Citti : Bressel
  - Jean-Marc Roulot : adjudant Joubert
  - Christophe Arnulf : Albert Montclar
  - Raphaël Thiéry : Georges Montclar
  - Isalinde Giovangigli : Elise Dufour
  - Charles-Roger Bour : Bernard Aristide
  - Olivia Brunaux : Murielle Granjeon
  - Hélène Hardouin : Adèle Granjeon
- Lieux de tournage
  - département de la Côte-d'Or : Dijon, Vougeot, Beaune, Levernois, Sainte-Marie-la-Blanche, Fixin, Aloxe-Corton, Santenay, Morey-Saint-Denis.
  - département de Saône-et-Loire : Saint-Denis-de-Vaux.

### Épisode 12: Le Mystère du vin jaune
- Diffusé le 15 février 2014
- Réalisation : Régis Musset
- Musique : Jean-Marie Sénia
- Scénario : Jacques Lebrima et Christiane Lebrima
- Adapté de : Une bouteille entre deux mers
- Audience : 3,2 millions[14]
- Résumé : Venu accompagner France dans le Jura pour une expertise, Benjamin Lebel se trouve face à un meurtre, un suicide mystérieux et une parcelle de vin jaune qui suscite bien des convoitises.
- Distribution
  - Jean-François Stévenin : Jeff Marigny
  - Delphine Chanéac : Nancy Marigny
  - Alban Lenoir : Aurélien Orgelet
  - Patrick Bonnel : Nodier
  - Nanou Garcia : Flora Ibanez
  - Gamil Ratib : le docteur Raffi
  - Joséphine Arnulf : Maria Ibanez
  - Johann Dionnet : Lieutenant Verron[15]
- Lieux de tournage
  - département du Jura : Château-Chalon, Arbois, Lons-le-Saunier, Marigny, Maisod (lac de Vouglans), Nogna, Frontenay, Nevy-sur-Seille, Baume-les-Messieurs, Montain, aéroport de Dole-Jura.

## Saison 5 (2014/2015)

### Épisode 13: Massacre à la sulfateuse
- Réalisé en 2014
- Diffusé le 15 novembre 2014 sur les ondes de la RTBF, puis le 3 janvier 2015 sur France 3
- Réalisation : Régis Musset
- Production : Lissa Pillu
- Scénario : Jacques Lebrima et Christiane Lebrima
- Dialogues : Christiane Lebrima
- Musique : Jean-Marie Sénia
- Adapté de : Massacre à la sulfateuse
- Audience : 222 500 téléspectateurs le 15/11/2014 sur la RTBF[16]; 3,8 millions de téléspectateurs le 3/01/2015 sur France 3[17]
- Résumé : Benjamin Lebel, secondé par France Pelletier, est appelé à Châteauneuf-du-Pape par Edgar Loewen pour expertiser le Domaine Duèze, propriété des sœurs Catherine, Léopoldine et Sixtine Castelnaut depuis la mort de leur père. Le domaine est en déclin depuis la mort de l'ancien maître de chai Marcel Ollier que le père Castelnaut avait prétendu remplacer lui-même, avec l'aide de son beau-fils Bertrand Fournier, au lieu d'engager Francis, le fils de Marcel. Catherine, violée durant son adolescence par son père, a fui le domaine à l'âge de 17 ans et a refait sa vie à Berlin où elle tient une galerie d'art moderne sous le nom de Kate Weller. Léopoldine, à qui son père avait imposé un mariage forcé avec Fournier, vient d'être opérée d'un cancer du sein. Léopoldine et Kate ont décidé de faire expertiser le domaine, dans un but qui ne semble pas clair, et ce, à l'insu de leur jeune sœur Sixtine, la seule que la viticulture passionne vraiment. Peu après l'arrivée de Benjamin, quelqu'un pulvérise plusieurs parcelles du domaine avec du défoliant : Benjamin et Francis Ollier (qui semble avoir une relation avec Kate) commencent à enquêter, mais Ollier est retrouvé assassiné au milieu des vignes...
- Distribution
  - Laure Marsac : Kate Weller
  - Aladin Reibel : Edgar Loeven
  - Nathalie Villeneuve : Léopoldine Fournier
  - Laure Millet : Sixtine Castelnaut
  - José Paul : Bertrand Fournier
  - Alexandre Brasseur : Francis Ollier
  - Bertrand Farge : Adrien Lebigre
  - Émilie Gavois-Kahn : Clémence Lagrange
  - Victor Le Blond : Romain Lagrange
  - Michel Lerousseau : capitaine de gendarmerie
  - André Lévêque : Philippe Castelnaut
- Lieux de tournage
  - département de Vaucluse : Avignon, Bédarrides, Châteauneuf-du-Pape, Malemort-du-Comtat, Pernes-les-Fontaines, Sorgues, Courthézon.

### Épisode 14: Coup de tonnerre dans les Corbières
- Réalisé en 2014
- Diffusé le 13 décembre 2014 sur La Une (RTBF), puis le 10 janvier 2015 sur France 3
- Réalisation : Régis Musset
- Production : Lissa Pillu
- Scénario : Jacques Lebrima et Christiane Lebrima
- Dialogues : Christiane Lebrima
- Musique : Jean-Marie Sénia
- Adapté de : Coup de tonnerre dans les Corbières
- Audience :
- Résumé : Benjamin Lebel, accompagné de son assistant Silvère, se rend à Narbonne chez Janny Verniaud, un amour de jeunesse rencontré sur les barricades de Mai 68, qui exploite quelques parcelles dans le massif de la Clape selon les principes de l'agriculture biodynamique. La veille de son arrivée, Jérôme Séverino, un écrivain local surnommé Geronimo, est assassiné le long du canal. L'assassin vole l'ordinateur personnel de Geronimo, qui contenait le texte des livres qu'il s'apprêtait à publier sur la révolte des vignerons de 1907 et sur... les écrits de jeunesse de Benjamin Lebel.
- Distribution
  - Catherine Hiegel : Janny Verniaud
  - Michaël Erpelding : Arthur Gassard
  - Camille Pélicier : Aude Amoretti
  - Gaël Giraudeau : Bruno Souvestre
  - Gérard Giroudon : Richard Godfrey
  - Julien Cafaro : Louis Marsaint
  - Francis Frappat : Luc Tourel
  - Carole Deffit : commandant Lola Montaron
  - Éric Frey : Jérôme Séverino, dit Géronimo
- Lieux de tournage
  - département de l'Aude : Narbonne, Gruissan, Fleury, Lagrasse (dont l'abbaye Sainte-Marie de Lagrasse), Bages, Sallèles-d'Aude, Lézignan-Corbières.

### Épisode 15: Chaos dans le vin noir
- Réalisé en 2014
- Diffusé le 27 décembre 2014 sur La Une (RTBF), puis le 9 janvier 2015 sur RTS Deux et le 17 janvier 2015 sur France 3
- Réalisation : Marc Rivière
- Production : Lissa Pillu
- Scénario et dialogues : Didier Vinson
- Musique : Jean-Marie Sénia
- Adapté de : On achève bien les tonneaux
- Audience : 253 900 téléspectateurs le 27/12/2014 sur la RTBF[18]
- Résumé : Benjamin Lebel, accompagné de son assistante Mathilde, se rend à Cahors pour évaluer une cuvée du Château Camps de Grèze, propriété d'Édouard Perolles. Mais, au moment de goûter cette cuvée, Benjamin et Mathilde ont un haut-le-cœur : le vin est infect ! Et pour cause : un cadavre est retrouvé dans la cuve no 13 ! Le capitaine Medraoui, de la Police Judiciaire, suspecte d'entrée de jeu Édouard Perolles. Mais Benjamin est plus circonspect car les protagonistes sont nombreux dans cette affaire : Perolles ; son assistante, Graziella ; son maître de chai, Foissac; son grand rival, André Chiche (richissime marchand de voitures et propriétaire du Château Erquier) ; l'assistant de Chiche, Stanislas (qui n'est autre que le fils de Perolles) ; le maître de chai du Château Erquier, Manuel Moreira (un transfuge du Château Camps de Grèze)...
- Distribution
  - Didier Bezace : Édouard Perolles
  - Marcel Amont : Hubert de Montalzat
  - Atmen Kelif : capitaine Driss Medraoui
  - Lannick Gautry : Manuel Moreira
  - Julia Molkhou : Graziella
  - Guillaume Gabriel : Stanislas
  - Roland Marchisio : André Chiche
  - Mathilde Lebrequier : Hélène Chiche
  - Denis Rey : Foissac
  - Jean-Claude Baudracco : Patriarche
- Lieux de tournage
  - département du Lot : Cahors, Bagat-en-Quercy (Lasbouygues), Saint-Cirq-Lapopie, Tour-de-Faure, Lacapelle-Cabanac, Boissières.

## Saison 6 (2015/2016)

### Épisode 16: Un coup de rosé bien frappé
- Réalisé en 2015
- Diffusé le 23 octobre 2015 sur RTS Un, le 2 janvier 2016 sur France 3
- Réalisation : Régis Musset
- Audience : 3,95 millions de téléspectacteurs le 2 janvier 2016 sur France 3[19]
- Résumé : Benjamin Lebel est consulté par Jérémie Casenove, un investisseur désireux de se porter acquéreur du Domaine de la Treille Lavande dont le maître de chai est le père de sa compagne Manon. Très croyante, la propriétaire du domaine Angèle Marcarol veut en faire don à une communauté religieuse mais le notaire et le clerc de notaire chargés du dossier meurent l'un après l'autre de crise cardiaque. Ces décès sont d'autant plus suspects que le clerc de notaire est le petit-neveu de la veuve Marcarol.
- Distribution
  - Lio : Angèle Marcarol
  - Pierre Cassignard : Jérémie Casenove
  - Sophie de Fürst : Manon Rigaud
  - Aladin Reibel : Edgar Loewen
  - Patrick Le Mauff : Justin Rigaud
  - Édouard Collin : Thibaut Berger
  - Alban Casterman : Benoît Varini
  - Nicolas Bridet : capitaine Lescaut
- Lieux de tournage
  - département du Var : Bandol (dont l'île de Bendor), Sanary-sur-Mer.
  - département des Bouches-du-Rhône : Gémenos.

### Épisode 17: Médoc sur ordonnance
- Réalisé en 2015
- Diffusé le 24 octobre 2015 sur La Une (RTBF), le 9 janvier 2016 sur France 3
- Réalisation : René Manzor
- Adapté de : Médoc sur ordonnance de Noël Balen et Jean-Pierre Alaux
- Audience : 3,67 millions de téléspectateurs le 9 janvier 2016 sur France 3[20]
- Résumé : Macha Grimaud, propriétaire du château Rolbarie à Saint-Estèphe et amie d'enfance de France, appelle France à la rescousse pour organiser en urgence une dégustation à la demande d'un important négociant. France, qui est également l'œnologue de Macha, accourt, accompagnée de Benjamin qui a promis à René, le mari de Macha, d'écrire un article sur la clinique de désintoxication pour alcooliques qu'il dirige. Mais Macha s'est disputée avec René parce qu'il passe trop de temps à la clinique et elle est sans nouvelle de lui depuis deux jours. Sur la route de la clinique, Benjamin aperçoit une scène de crime : la victime, Florence Colombe, est une patiente de la clinique Grimaud et son corps gît avec un poignard dans la poitrine à quelques dizaines de mètres seulement du carrelet (maison sur pilotis) que René Grimaud possède au bord de l'estuaire de la Gironde.
- Distribution
  - Grégori Derangère : René Grimaud
  - Sylvie Audcoeur : Macha Grimaud
  - Estelle Skornik : Florence Colombe
  - Stéphanie Bataille : Éloïse Rochette
  - Jean-Marc Roulot : commandant Caubère
  - Jean-Claude Adelin : Xavier Izardet
  - Charlie Nune : Flavie Perrin
  - Loïc Houdre : Yves Dupontier
  - Nadia Fossier : Elsa
  - Olivier Chantreau : Alexandre
- Lieux de tournage
  - département de la Gironde : Bordeaux, Bourg, Prignac-et-Marcamps, Saint-Estèphe, Saint-Gervais.

### Épisode 18: Pour qui sonne l'Angélus?
- Réalisé en 2015
- Diffusé le 5 décembre 2015 sur La Une (RTBF), le 16 janvier 2016 sur France 3
- Réalisation : René Manzor
- Production : Lissa Pillu
- Scénario : Jacques Lebrima
- Adaptation et dialogues : Christiane Lebrima
- Musique : Jean-Marie Sénia
- Résumé : Au sortir d'une conférence sur les vins les plus chers du monde, Benjamin Lebel se fait agresser et dérober son carnet de notes. Après avoir passé trente-sept heures dans le coma, il apprend par la Gendarmerie que son carnet a été retrouvé dans les caves du château Gensac, où des vins ont été volés. Étrangement, aucun des vins déclarés volés ne figure dans le carnet de Benjamin, ce qui donne à penser que les vins dérobés à Gensac étaient eux-mêmes des vins volés, d'une qualité bien supérieure à ceux qui ont été déclarés à la Gendarmerie. Au même moment, Léo Delaunay, le père de Mathilde, sort de prison (où il a purgé une peine de quatre ans pour escroquerie) et vient vivre chez sa fille à qui il jure qu'il est redevenu honnête. Détail étrange : il a suivi des cours d'œnologie en prison.
- Distribution
  - Judith Magre : Mme Newman
  - Didier Flamand : Léo Mathieu Delaunay
  - Jean-Christophe Folly : commandant Ralph
  - Yann Pradal : Brucke
  - Soufiane Guerrab : Tom
  - Pierre-Yves Bon : Rudy
  - Franck Adrien : capitaine Dumont
- Lieux de tournage
  - département de la Gironde : Bordeaux (dont le C.H.U. Haut-Lévêque), Bayon-sur-Gironde, Blanquefort, Prignac-et-Marcamps, Saint-Laurent-d'Arce.

### Épisode 19: Ne tirez pas sur le caviste
- Réalisé en 2015
- Diffusé le 12 décembre 2015 sur La Une (RTBF), le 23 janvier 2016 sur France 3
- Réalisation : Aruna Villiers
- Production : Lissa Pillu
- Scénario : Jacques Lebrima
- Adaptation et dialogues : Christiane Lebrima
- Musique : Jean-Marie Sénia
- Adapté de : Ne tirez pas sur le caviste
- Résumé : Benjamin Lebel est invité par Arthur Salacrou, un ami qui lui a sauvé la vie il y a quatre ans à Madagascar et qui a ouvert à Angoulême un négoce de caviste appelé « Les Vins du bout du monde ». Arthur procède ce soir-là au lancement de sa vodka de raisins « La Petite eau », lors d'une soirée déguisée retransmise en direct sur internet. Mais au moment de la présentation du produit, Arthur est transpercé par un harpon. Les internautes se mettent à voter sur l'identité du coupable.
- Distribution
  - Agnès Soral : Émilie Huguenin
  - Nicolas Gob : Arthur Salacrou
  - Benjamin Baroche : Jacob van der Heck
  - Christine Citti : capitaine Nelly Souchard
  - Joséphine Serre : Julia Huguenin
  - Manon Matringe : Chloé Huguenin
  - Khalid Maadour : Karim Chergui
  - Benjamin Bollen : Martin Courtaud
- Lieux de tournage
  - département de la Charente : Angoulême, Blanzac-Porcheresse, Saint-Preuil, Segonzac, hôpital de Barbezieux-Saint-Hilaire.

## Saison 7 (2016/2017)

### Épisode 20: Retour à Nantes
- Réalisé en 2016
- Diffusé le 2 décembre 2016 sur RTS Un, le 7 janvier 2017 sur France 3
- Réalisation : Klaus Biedermann
- Audience :
- Résumé : Autrefois, Joseph Delaumière, propriétaire d'un domaine viticole nantais, avait demandé à Benjamin Lebel de l'aider à développer un projet de « vin global », mais Benjamin avait décliné l'invitation. Deux ans plus tard, Joseph sollicite à nouveau Benjamin, mais cette fois, pour ses compétences d'enquêteur. Sa fille Gloria est en effet impliquée dans un tragique événement. Mais avant même de le rencontrer, Benjamin apprend que Joseph a succombé à un accident vasculaire cérébral. Accompagné de France, sa compagne, Benjamin assiste à son enterrement, à Nantes. Le soir même, au domaine Duquesne, Benjamin découvre Yann Coussou, le directeur technique, mort dans son bureau, une arme sur le bureau. S'agit-il d'un suicide ou d'un assassinat ?
- Distribution
  - Charlotte des Georges : Gloria Guillemin
  - Gérard Desarthe : le Vicomte
  - Ariane Séguillon : Juliette Daon
  - Benjamin Boyer : capitaine Mescina
  - Jean-Paul Bordes : Alexis Guillemin
  - Yann Josso : Villard
  - Rémi Bichet : Yann Coussou
  - Joël Demarty : Joseph Delaumière
  - Maud Rayer : Mme Guillemin mère
- Lieux de tournage
  - département de Loire-Atlantique : Saint-Fiacre-sur-Maine, Divatte-sur-Loire, Saint-Nazaire, Rezé, Vertou, Pornichet, Haute-Goulaine.
  - département de Maine-et-Loire : Mauges-sur-Loire (Saint-Laurent-du-Mottay).

### Épisode 21: Le Vin nouveau n'arrivera pas
- Réalisé en 2016
- Diffusé le 12 janvier 2017 sur RTS Deux, le 14 janvier 2017 sur France 3
- Réalisation : Franck Mancuso
- Audience :
- Résumé : Serge Peythard, personnage exubérant, toujours en porte-à-faux par rapport aux bonnes manières, ne doit sa réussite qu'à son travail et à son audace. Fortune faite dans une enseigne de bricolage bien revendue, il décide aussitôt de dépenser son pécule dans une nouvelle aventure : un domaine viticole, de préférence dans le Beaujolais. Sur les conseils d'Edgar Loewen, il s'adresse à la maison Lebel pour expertiser son projet. Benjamin lui envoie Mathilde. Mais les ambitions de Peythard ne sont pas du goût de tous. Coups bas et même coups de fusil finissent par être échangés. Pour protéger Mathilde, qu'il considère comme sa fille, Benjamin intervient.
- Distribution
  - Daniel Russo : Serge Peythard
  - Xavier Gallais : Eric Beaujeu
  - Agnès Blanchot : Olive Peythard
  - Alix Bénézech : Daisy Cabannes
  - Christophe Gendreau : Laurent Gillot
  - Yves Sandeau : Kevin Marceau
  - Matthias Van Khache : Fabien Dujarry
  - Périco Légasse : Francis Dujarry
  - Gilles Fisseau : Charles Daix
  - Pascal Gimenez : capitaine Rivet
  - Linda Massoz : lieutenant Carroire
- Lieux de tournage
  - département du Rhône : Lyon, Bagnols, Oingt, Le Bois-d'Oingt, Pommiers, Villefranche-sur-Saône, Anse, Charbonnières-les-Bains.

### Épisode 22: Crise aiguë dans les Graves
- Réalisé en 2016
- Diffusé le 21 janvier 2017 sur France 3
- Réalisation : Marc Rivière
- Production : Lissa Pillu
- Scénario : Christiane Lebrima et Marc Roux
- Dialogues : Christiane Lebrima
- Musique : Jean-Marie Sénia
- Résumé : Benjamin Lebel accepte la proposition de Georges Gimonprez, un important négociant bordelais, autour du projet d'implantation d'un domaine viticole en Chine. Benjamin est séduit par la personnalité de Georges, un autodidacte qui s'est révélé au fil des années comme un amoureux du vin, fin dégustateur et excellent vigneron. Pourtant, peu lui reconnaissent ses talents. C'est alors que Georges succombe brutalement à une crise cardiaque. Il aurait été empoisonné au cours d'une dégustation de vins. Avec l'aide de Mathilde et Silvère, ses associés, Benjamin s'immerge dans les méandres du groupe « G.G. », au sein duquel collaborent la sœur et le neveu du défunt, Hélène et Aymeric Cardonet, directeur général de la société. Quant à Roxane, la belle et mystérieuse veuve de Gimonprez, elle semble bien peu affectée par la disparition de son mari.
- Distribution
  - Anouk Grinberg : Roxane Gimonprez
  - Catherine Arditi : Hélène Cardonet
  - Éric Prat : Thierry Berland
  - Satya Dusaugey : lieutenant Salers
  - Victoire Bélézy : Anaïs Deville
  - Igor Mendjisky : Aymeric Cardonet
  - Xin Wang : Josette
  - Fabrice de La Villehervé : Théo Dumont
  - Marianne Ploquin : Adeline Jeudy
  - Renaud Calvet : Georges Gimonprez
  - Michaël Assié : Denis Gignac
- Lieux de tournage
  - département de la Gironde : Bordeaux, ses alentours, et dans le vignoble.